# Pascal Najadi
Pascal Najadi (nacido el 20 de agosto de 1967) es un banquero de inversiones y productor cinematográfico suizo, conocido por sus posiciones conspirativas.

## Biografía

### Profesión
Es presidente fundador de la empresa de consultoría estratégica e inversiones Najadi & Partners Ltd.

### Denuncia contra Malasia
Después de que su padre, Hussain Najadi, fundador del Banco de Desarrollo Árabe-Malasio, fuera asesinado en Kuala Lumpur en 2013, afirmó que el gobierno y el presidente de Malasia encubrieron a los asesinos de su padre.

### Productor
Produjo la película Grounding - Los últimos días de Swissair (en 2006).

## Posiciones

### Oposición a la política anti-Covid-19
En 2022, en el marco de las protestas contra el confinamiento por la pandemia de COVID-19, presentó una denuncia contra Alain Berset, acusándolo de haber mentido al decir que con el certificado Covid podríamos demostrar que no somos contagioso. Según él, este pase covid habría contribuido a crear una sociedad de dos velocidades, lo que sería contrario a la Constitución de Suiza.
En 2023, afirmó durante una reunión de apoyo a Chloé Frammery que la justicia había desestimado una denuncia presentada contra Alain Berset, a quien responsabilizaba de una enfermedad que padecía y qué contrajo tras su vacunación contra el Covid-19.

### Climatoescepticismo
Pascal Najadi niega la existencia del calentamiento global.